# Parechthistatus
Parechthistatus es un género de escarabajos longicornios de la subfamilia Lamiinae. Fue descrito por Breuning en 1942.

## Especies
- Parechthistatus gibber (Bates, 1873)
- Parechthistatus gibber daisen Miyake y Tsuji, 1980
- Parechthistatus gibber grossus (Bates, 1884)
- Parechthistatus gibber longicornis Hayashi, 1951
- Parechthistatus gibber nakanei Miyake, 1980
- Parechthistatus gibber nankiensis Yokoyama, 1969
- Parechthistatus gibber pseudogrossus Miyake, 1980
- Parechthistatus gibber shibatai Miyake, 1980
- Parechthistatus gibber tanakai Miyake, 1980
- Parechthistatus gibber tsushimanus Ohbayashi, 1961